# Antarctic Technology Offshore Lagoon Laboratory

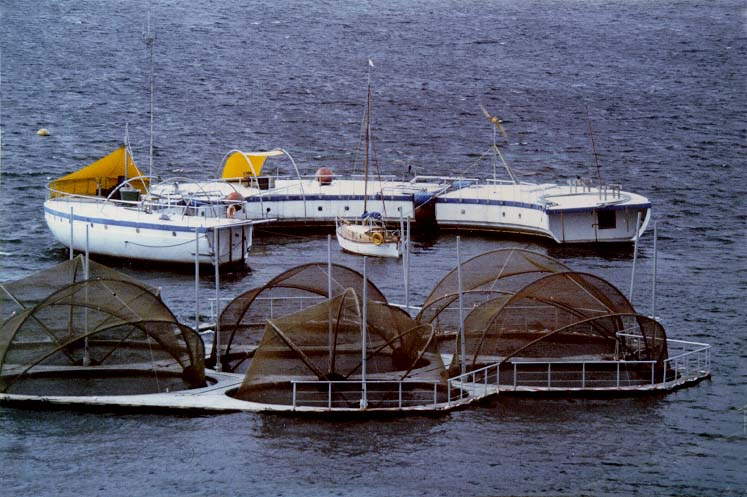
ATOLL u wybrzeży Kilonii

Antarctic Technology Offshore Lagoon Laboratory (ATOLL) – pływające laboratorium oceanograficzne przeznaczone do badań terenowych in situ oraz testowania urządzeń badawczych i wyposażenia ekspedycji polarnych. Laboratorium funkcjonowało na Morzu Bałtyckim i w Zatoce Kilońskiej w latach 1982–1995. Było zbudowane z trzech zakrzywionych kadłubów o zanurzeniu 38 cm i długości 25 m każdy, wykonanych z włókna szklanego. Była to największa w tamtym okresie konstrukcja wykonana z takiego tworzywa.
Konstrukcja laboratorium umożliwiała prowadzenie badań podwodnych. Podstawowe badania naukowe prowadzone na pokładzie ATOLL koncentrowały się na analizie zależności wczesnego stadium rozwoju śledzia atlantyckiego (Clupea harengus) od jego głównego pożywienia – widłonogów.